# Clifford Whittingham Beers
Clifford Whittingham Beers Whittingham, né le 30 mars 1876 à New Haven (Connecticut) et mort le 9 juillet 1943 à Providence (Rhode Island), est le fondateur du mouvement d'hygiène mentale aux USA.

## Biographie
Parmi tous ses frères et sœurs, 5 en tout lui compris, tous souffraient de troubles psychiatriques et sont morts dans des établissements psychiatriques. Clifford Beers est diplômé en sciences de la Sheffield Scientific School de Yale en 1897.
En 1900, il est d'abord interné dans un établissement psychiatrique privé puis transféré dans un établissement public avec une indication de troubles dépressifs et paranoïa. C'est pendant cette période qu'il subit et est témoin de graves mauvais traitements du personnel soignant. Il tire de son expérience un livre autobiographique avec les récits de ses hospitalisations en 1908 et, avec le soutien de certains médecins (William James et Adolf Meyer entre autres), il s'engage dans le travail de réformes du traitement des malades mentaux.
En 1909, Beers fonde aux États-Unis le Comité national d'hygiène mentale, plus connu sous le nom de « Santé mentale » , association qui visait à poursuivre les nécessaires réformes pour le traitement des malades mentaux. Il a également initié à New Haven en 1913 la création de la Clifford Beers Clinic, qui a été le premier établissement de santé mentale américain. Beers a été un précurseur dans le domaine de la santé mentale, jusqu'à sa retraite en 1939.

### Œuvres
- (fr) Clifford Wittingham Beers avec une lettre-préface d'André Maurois, : Raison perdue, raison retrouvée : Autobiographie d'un malade mental Trad. d'après la 30e éd. américaine, (ASIN B0017X8LPK)
- (en) Clifford W. Beers: 
  - A Mind That Found Itself, Éd.: Emereo Pty Limited, 2011,  (ISBN 1743337205)
  - The Mental Hygiene Movement, Éd.: Kessinger Publishing, 2007,  (ISBN 054817203X)